# ورثه آقای نیکبخت
ورثه آقای نیکبخت مجموعه تلویزیونی با ژانر کمدی و اجتماعی بود که در سال ۱۳۷۸ از شبکه یک پخش گردید. این مجموعه به کارگردانی مرضیه برومند بود.

## داستان
داستان مجموعه تلویزیونی ورثه آقای نیکبخت ماجراهایی است که در پی یک ارثیه که قرار است از آقای نیکبخت به وراثش برسد اتفاق می‌افتد اما در این بین اتفاقات زیادی رخ می‌دهد

## عوامل تولید
- کارگردان: مرضیه برومند
- گریم: مژگان ناظمی - دانیال شعاعی
- عکاس: مرتضی پورنجات
- دستیار دوم کارگردان: مهیار مجیب حق قدم
- مسئول لباس: عارفه عباسی
- دستیاران نور و تصویر: هوشنگ غفوری - حسین قطاء - مرتضی غفوری آذر - مسعود نادرخواه
- دستیاران صدا: علیرضا کلانتری - حمید گورانی
- دستیار طراح صحنه: حمید قرایلو
- دستیار صحنه: همت مرادی
- تدارکات: کیهان صانعی
- امور مالی: علی بهجو
- دستیار تهیه: جهانسوز فولادی
- حمل و نقل: علی اکبر قاسمی - سیروس جوهری - سعید صادقی - حسین قنبرزاده - ماه نواز شاه نظری
- خدمات صحنه: حمزه علی اکبر - حسین پورشیخ علی

## بازیگران
- محمدرضا شریفی‌نیا
- زهره مجابی
- سروش خلیلی
- داود رشیدی
- اکبر رحمتی
- رضا فیاضی
- سهیلا رضوی
- ملکه رنجبر
- محمود بصیری
- فاطمه دانشزاد
- انوش نصر
- امیرحسین صدیق
- سیامک انصاری
- ثمینه لسانی
- رامین ناصر نصیر
- بهناز توکلی
- پروانه عباسی
- میترا حامد
- فریبرز صدیق
- سهراب شاه محمدلو
- اکبر قدمی
- محمدرضا نوروزی
- مهیار مجیب حق قدم
- محمد اعلمی
- نادر صحیحی
- متین عزیزپور
- سلما پورامین
- احمد قرایلو
- حمزه علی اکبر
- همت مرادی
- محمدرضا شاه قلی
- حمیدرضا فاروقی
- غلامحسین عرفانیان
- مهرپور جهانبخش
- سیروس جوهری
- قادری
- عباسی
- ابدالی
- کبری خانم